# Digital Picture Exchange
Digital Picture Exchange（DPX）は、デジタル・フィルム作業のための画像
ファイルフォーマット。ANSIおよびSMPTE標準（268M-2003）。
このファイル形式は、フィルムスキャナーでとられた元のカメラのネガのガンマ
を、10bitログフォーマットの中でスキャンされたネガの各カラーチャンネルの
明るさとして再現する。
他の共通ビデオフォーマットもサポートされている。
DPXは、プロダクションの設備の間で色や他の情報(タイムコード,リール,キーコードなど)をやりとりする際に非常に柔
軟に対応できる。
マルチフォーマット化や調整も可能である。
近年ではアルファチャンネルや16bitのDPXに対応するアプリケーションが増えてきている。
DPXファイル形式はコダックのCineonフィルムスキャナの出力ファイル形式
に由来しており、ANSI/SMPTE 268M-2003として、SMPTEによって発表されてい
る。（version 1の当初は268M-1994であった）。

## 関連
- 映画
- ポスプロ
- デジタルシネマ
- テレシネ
- デジタル映画カメラ